# Trankwilityt
Trankwilityt – minerał z grupy krzemianów, o składzie chemicznym Fe2+8Ti3Zr2Si3O24. Jego nazwa pochodzi od miejsca znalezienia: Mare Tranquillitatis na Księżycu.
Został przywieziony na Ziemię po raz pierwszy w ramach misji Apollo 11 w 1969, a następnie przez załogi misji Apollo 12, 14, 16 i 17. Znajduje się również w księżycowym meteorycie znalezionym w 2001 w Omanie. Do czasu odkrycia trankwilitytu (w 2011) w zachodnioaustralijskim rejonie Pilbara uważano go za ostatni znany minerał księżycowy niewystępujący na Ziemi.
Powstawał w końcowych etapach krystalizacji księżycowej magmy bazaltowej. Był jednym z pierwszych trzech minerałów, jakie zidentyfikowano w próbkach przywiezionych przez astronautów. Odnalezienie go na Ziemi może wskazywać na podobieństwo procesów chemicznych przy powstawaniu Ziemi i Księżyca.